# Scottish FA Cup 1961/62
Der Scottish FA Cup wurde 1961/62 zum 77. Mal ausgespielt. Der wichtigste Fußball-Pokalwettbewerb im schottischen Vereinsfußball wurde vom Schottischen Fußballverband geleitet und ausgetragen. Er begann am 9. Dezember 1961 und endete mit dem Finale am 21. April 1962 im Hampden Park von Glasgow. Als Titelverteidiger startete Dunfermline Athletic in den Wettbewerb, das sich im Finale des Vorjahres den Titel im Finale gegen Celtic Glasgow sichern konnte. Im diesjährigen Endspiel um den Schottischen Pokal standen sich die Glasgow Rangers und der FC St. Mirren gegenüber. Für die Rangers war es das insgesamt 24. Endspiel seit 1877. Die Saints erreichten zum fünften Mal nach 1908, 1926, 1934 und 1959 das Finale. Die Rangers gewannen das Endspiel mit 2:0 und holten damit zum insgesamt 16. Mal in der Vereinsgeschichte den Scottish FA Cup seit dem ersten Sieg im Jahr 1894. Mit dem Isländer Þórólfur Beck spielte erstmals in der Geschichte ein nicht englischer Muttersprachler in einem Schottischen Pokalfinale. Trotz einer Zuschauerzahl im Finale von 127.940 wurden die Rekordbesuche des Hampden Park aus dem Jahr 1937 von 149.415 und 146.433 nicht erreicht. In der Saison 1961/62 wurde der FC Dundee erstmals schottischer Meister. Die Rangers wurden Vizemeister, die Saints wurden Drittletzter und blieben nur aufgrund des direkten Duells gegenüber dem FC St. Johnstone erstklassig. Im 
Ligapokal gewannen die Rangers das Finale gegen Heart of Midlothian. Als Pokalsieger nahmen die Rangers in der folgenden Saison am Europapokal der Pokalsieger teil und schieden in der 2. Runde gegen den späteren Sieger, die Tottenham Hotspur aus.

## 1. Runde
Ausgetragen wurden die Begegnungen am 9. und 13. Dezember 1961. Die Wiederholungsspiele fanden am 13. Dezember 1961 und 10. Januar 1962 statt.
|                      | Ergebnis |                       |
| -------------------- | -------- | --------------------- |
| FC Aberdeen          | 5:2      | Airdrieonians FC      |
| FC Arbroath          | 2:1      | FC Peterhead          |
| Ayr United           | 3:4      | FC Clyde              |
| Berwick Rangers      | 2:6      | Third Lanark          |
| Eyemouth United      | 1:3      | FC Montrose           |
| Hamilton Academical  | 3:1      | Elgin City            |
| Raith Rovers         | 1:1      | FC Queen’s Park       |
| Celtic Glasgow       | 5:1      | FC Cowdenbeath        |
| Dunfermline Athletic | 5:1      | Forfar Athletic       |
| FC East Fife         | 3:1      | Gala Fairydean Rovers |
| FC Falkirk           | 1:2      | Glasgow Rangers       |
| FC Motherwell        | 4:0      | Dundee United         |
| Partick Thistle      | 2:2      | Hibernian Edinburgh   |

### Wiederholungsspiele
|                     | Ergebnis |                 |
| ------------------- | -------- | --------------- |
| FC Queen’s Park     | 1:4      | Raith Rovers    |
| Hibernian Edinburgh | 2:3      | Partick Thistle |

## 2. Runde
Ausgetragen wurden die Begegnungen am 27. Januar 1962. Die Wiederholungsspiele fanden am 31. Januar 1962 statt. 
|                         | Ergebnis |                       |
| ----------------------- | -------- | --------------------- |
| Alloa Athletic          | 1:2      | Raith Rovers          |
| Brechin City            | 1:6      | FC Kilmarnock         |
| FC Clyde                | 2:2      | FC Aberdeen           |
| FC Dumbarton            | 2:3      | Ross County           |
| FC Dundee               | 0:1      | FC St. Mirren         |
| Dunfermline Athletic    | 9:0      | FC Wigtown & Bladnoch |
| FC East Fife            | 1:0      | Albion Rovers         |
| Hamilton Academical     | 0:2      | Third Lanark          |
| FC Inverness Caledonian | 3:0      | FC East Stirlingshire |
| Greenock Morton         | 1:3      | Celtic Glasgow        |
| FC Motherwell           | 4:0      | FC St. Johnstone      |
| Queen of the South      | 0:2      | FC Stenhousemuir      |
| Glasgow Rangers         | 6:0      | FC Arbroath           |
| Stirling Albion         | 3:1      | Partick Thistle       |
| FC Stranraer            | 0:0      | FC Montrose           |
| FC Vale of Leithen      | 0:5      | Heart of Midlothian   |

### Wiederholungsspiele
|             | Ergebnis |              |
| ----------- | -------- | ------------ |
| FC Aberdeen | 10:3     | FC Clyde     |
| FC Montrose | 0:1      | FC Stranraer |

## Achtelfinale
Ausgetragen wurden die Begegnungen am 17. Februar 1962. Die Wiederholungsspiele fanden am 19./21. und 26. Februar 1962 statt.
|                      | Ergebnis |                         |
| -------------------- | -------- | ----------------------- |
| FC Aberdeen          | 2:2      | Glasgow Rangers         |
| Dunfermline Athletic | 0:0      | FC Stenhousemuir        |
| Heart of Midlothian  | 3:4      | Celtic Glasgow          |
| FC Kilmarnock        | 7:0      | Ross County             |
| Raith Rovers         | 1:1      | FC St. Mirren           |
| Stirling Albion      | 4:1      | FC East Fife            |
| FC Stranraer         | 1:3      | FC Motherwell           |
| Third Lanark         | 6:1      | FC Inverness Caledonian |

### Wiederholungsspiele
|                  | Ergebnis |                      |
| ---------------- | -------- | -------------------- |
| FC St. Mirren    | 4:0      | Raith Rovers         |
| Glasgow Rangers  | 5:1      | FC Aberdeen          |
| FC Stenhousemuir | 0:3      | Dunfermline Athletic |

## Viertelfinale
Ausgetragen wurden die Begegnungen am 10. März 1962. Das Wiederholungsspiel fand am 14. März 1962 statt.
|                 | Ergebnis |                      |
| --------------- | -------- | -------------------- |
| Celtic Glasgow  | 4:4      | Third Lanark         |
| FC Kilmarnock   | 2:4      | Glasgow Rangers      |
| FC St. Mirren   | 1:0      | Dunfermline Athletic |
| Stirling Albion | 0:6      | FC Motherwell        |

### Wiederholungsspiel
|              | Ergebnis |                |
| ------------ | -------- | -------------- |
| Third Lanark | 0:4      | Celtic Glasgow |

## Halbfinale
Ausgetragen wurden die Begegnungen am 31. März 1962.
|                 | Ergebnis |                |
| --------------- | -------- | -------------- |
| Glasgow Rangers | *3:1 *   | FC Motherwell  |
| FC St. Mirren   | **3:1 ** | Celtic Glasgow |

## Finale
| Glasgow Rangers                          | Glasgow Rangers | FC St. Mirren | FC St. Mirren |
| ---------------------------------------- | --- | --- | ------------- |
| Glasgow Rangers                          | \| Finale \| \| 21. April 1962 in Glasgow (Hampden Park) \| \| Ergebnis: 2:0 (1:0) \| \| Zuschauer: 127.940 \| \| Schiedsrichter: Tiny Wharton \| \| Spielbericht \|                     | \| Finale \| \| 21. April 1962 in Glasgow (Hampden Park) \| \| Ergebnis: 2:0 (1:0) \| \| Zuschauer: 127.940 \| \| Schiedsrichter: Tiny Wharton \| \| Spielbericht \|                              | FC St. Mirren |
| Glasgow Rangers                          | Billy Ritchie – Bobby Shearer, Eric Caldow, Ronnie McKinnon, Harold Davis – Jim Baxter, Willie Henderson, Davie Wilson, Jimmy Millar – Ralph Brand, Ian McMillan Cheftrainer: Scot Symon | Bobby Williamson – Bobby Campbell, John Wilson, Jim Clunie, Rab Stewart – George McLean, Tommy Henderson, Tommy Bryceland, Don Kerrigan – Willie Fernie, Þórólfur Beck Cheftrainer: Bobby Flavell | FC St. Mirren |
| Glasgow Rangers                          | Ralph Brand Davie Wilson | | FC St. Mirren |
| Finale                                   | | |               |
| 21. April 1962 in Glasgow (Hampden Park) | | |               |
| Ergebnis: 2:0 (1:0)                      | | |               |
| Zuschauer: 127.940                       | | |               |
| Schiedsrichter: Tiny Wharton             | | |               |
| Spielbericht                             | | |               |